# Wenzella obscura
Wenzella obscura är en loppart som beskrevs av Hamilton Paul Traub 1953. Wenzella obscura ingår i släktet Wenzella och familjen mullvadsloppor. Inga underarter finns listade i Catalogue of Life.